# Щецин (Куявсько-Поморське воєводство)
Щецин (пол. Szczecin, нім. Schätzen) — село в Польщі, у гміні Ходеч Влоцлавського повіту Куявсько-Поморського воєводства.
Населення — 104 особи (2011).
У 1975-1998 роках село належало до Влоцлавського воєводства.

## Демографія
Демографічна структура станом на 31 березня 2011 року:
|          | Загалом | Допрацездатний вік | Працездатний вік | Постпрацездатний вік |
| -------- | ------- | ------------------ | ---------------- | -------------------- |
| Чоловіки | 60      | 15                 | 38               | 7                    |
| Жінки    | 44      | 8                  | 24               | 12                   |
| Разом    | 104     | 23                 | 62               | 19                   |